# Robert Schumann Hochschule
La Robert Schumann Hochschule (Università di Musica e Media Robert Schumann) è una scuola di studi musicali a livello universitario situata a Düsseldorf. L'Università ha un corpo studentesco di circa 850 provenienti da oltre 40 paesi. Quarantasette docenti a tempo pieno e part-time e 200 professori associati garantiscono un'istruzione personalizzata.

## Storia
Nel 1935 tre scuole di musica private furono fuse nel Conservatorio Robert Schumann, dal nome del compositore Robert Schumann, che visse per alcuni anni a Düsseldorf.
Nel 1972 lo stato della Renania Settentrionale-Vestfalia diventò l'ente preposto al Collegio di Musica, che divenne parte della scuola pubblica di musica della Renania. Nel 1987 è diventato un collegio indipendente e gli è stato dato il nome attuale.

## Programmi di studio
I programmi di studio offerti dalla Robert Schumann Hochschule coprono l'intera gamma delle professioni musicali. La musica, il più ampio dei programmi di studio, si concentra sulla esecuzione: chi studia pianoforte o violino, chitarra o clarinetto, composizione o canto a Düsseldorf impara ad esibirsi insieme ad altri musicisti in orchestre e ensemble. Ecco perché i corsi di laurea includono molte opportunità di spettacolo: l'Orchestra dell'Università si esibisce regolarmente nella sala sinfonica Tonhalle di Düsseldorf e, in stretta collaborazione con la Deutsche Oper am Rhein, i più importanti esecutori di canto lirico mettono in mostra il loro talento in una produzione operistica annuale.
Il corso di laurea Musikvermittlung (Promozione Musicale) comprende specializzazioni in educazione musicale, direzione d'orchestra, addestramento dell'orecchio e musica sacra. La competenza sociale e pedagogica gioca un ruolo importante in tutti gli esecutori più importanti. Ad esempio uno specialista in musica sacra non deve solo suonare l'organo, ma anche essere in grado di dirigere un coro e fare musica con bambini e giovani. Anche il lavoro con i laici è l'obiettivo del corso di laurea in educazione musicale, in cui i laureati nell'istruzione sono preparati per una carriera come insegnanti nelle scuole di musica.
Nonostante la notevole mole di lavoro sulla esecuzione, la teoria non viene trascurata. La facoltà di musicologia svolge attività di ricerca in musicologia storica e sistematica. Organizzano simposi scientifici e pubblicano una serie di articoli accademici. Un ruolo speciale è svolto dall'Istituto di musica e media Archiviato il 29 dicembre 2019 in Internet Archive., che si concentra sulla formazione pratica degli studenti per le carriere nei media e nell'industria musicale. Le materie più importanti come Composizione dei media, Musica e media, Drammaturgia dei media e Management forniscono un'eccellente formazione per lavorare in questi campi specializzati. Il programma di studi Audio and Video, offerto in collaborazione con l'Università di Scienze Applicate di Düsseldorf, combina studi in ingegneria con una formazione formale in conservatorio. Düsseldorf è l'unica università ad offrire questo insegnamento importante in Germania.
Anche la cooperazione con il corpo di addestramento musicale delle forze armate tedesche, iniziata nel 1976, è unica. Ogni musicista professionista delle forze armate tedesche ha una laurea presso la Robert Schumann Hochschule. Le forze armate tedesche preparano i soldati per l'esame di ammissione e in seguito assume i musicisti addestrati.

## Il Concorso Rometsch
Il Rometsch-Wettbewerb (Concorso Rometsch) è un concorso interno per solisti e musica da camera. Il concorso è molto apprezzato nel mondo della musica classica e assegna un premio cumulativo di 9.000 euro.

## Studenti di successo
- Klaus Doldinger (*1936)
- Ralf Hütter (*1946)
- Helmut Kickton (* 1956)
- Florian Schneider-Esleben (* 1947)